# Никола Антула
Никола Антула (Београд, 1884 — Чуке, 17. новембар 1916) био је српски књижевник и књижевни критичар.
Основну школу, гимназију и универзитет завршио је у Београду. По завршетку студија (1910) постављен је за суплента у четвртој београдској гимназији. Касније је студирао италијанску књижевност у Риму. Као резервни коњички официр, учествовао је у балканским ратовима. Године 1914. прешао је Албанију.
Написао је: Рад на Српској Библиографији (нештампано); Чеда Мијатовић као приповедач (Српски Књижевни Гласник); Оцена једнога рада о Ивану Бунићу (Српски Књижевни Гласник); писао је књижевне критике и приказе у Српском Књижевном Гласнику, Летопису, Савременику, Народу, Босанској Вили и др.; позоришну хронику у Штампи.